# Rosegaferro
Rosegaferro est une frazione de la commune de Villafranca di Verona, dans la province de Vérone, en Vénétie (Italie). 

## Population
Rosegaferro compte environ 1 300 habitants.

## Histoire
Selon certains historiens, le nom provient du fait que la terre, dans la campagne autour de la ville est très rocheuse, de sorte qu'elle use, corrode, (rosega en vénitien) le fer de la charrue.

## Lieux et monuments
- Église paroissiale construite en 1754, modifiée avec un plan en croix latine en 1952[2].

## Personnalités liées à la commune
- Mario Zenari (1946-), cardinal lors du consistoire du 19 novembre 2016.

## Galerie

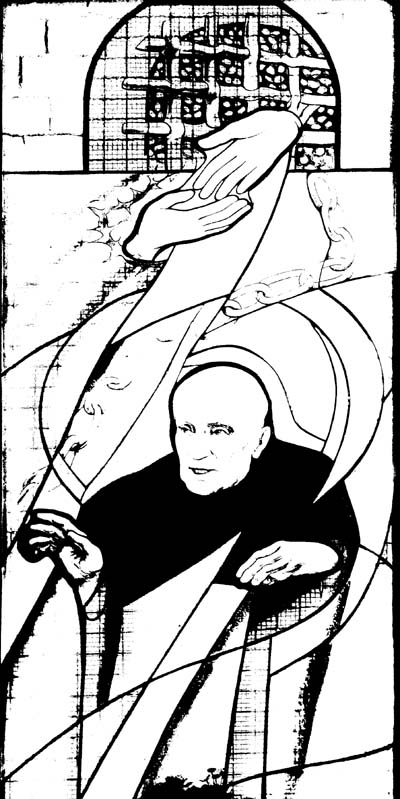
Vitrail du tombeau de père Giuseppe Girelli (it)